# Felix Sturm
Felix Sturm (Leverkusen, 31 de enero de 1979) es un boxeador profesional alemán de ascendencia bosnia y excampeón de peso medio de la WBA y de la IBF. El 20 de febrero de 2016 se consagró como supercampeón mundial de la WBA en el peso supermedio. 

## Carrera como aficionado
Los mejores momentos de la carrera de aficionado de Sturm son:
- 1997 2ª Posición como peso superwelter en los campeonatos nacionales de Alemania perdiendo contra Jurgen Brahmer por puntos.
- 1998 Campeón del campeonato nacional alemán del peso superwelter derrotando a Jorg Rosomkiewicz.
- 1999 Compitió en los campeonatos del mundo en Houston, Estados Unidos como peso superwelter. Los resultados fueron:
  - Derrotó a Andrei Tsurkan (Ucrania) por puntos.
  - Perdió ante Yermakhan Ibraimov (Kazajistán) por puntos.
- 1999 Campeón del campeonato nacional alemán del peso superwelter derrotando a Jorg Rosomkiewicz.
- 2000 1ª Posición en los campeonatos europeos de Tampere, Finlandia como peso superwlter. Los resultados fueron:
  - Derrotó a Karoly Balzsay (Hungría) por puntos.
  - Derrotó a Miroslaw Nowosada (Polonia) por puntos.
  - Derrotó a Dmitri Usagin (Bulgaria) por puntos.
  - Derrotó a Andrei Mishin (Rusia) por puntos (3-1).
- 2000 Representó a Alemania en los Juegos Olímpicos de Sídney 2000, Australia. Los resultados fueron:
  - Derrotó a Dilshod Yarbekov (Uzbekistán) por puntos.
  - Derrotó a Richard Rowles (Australia) mediante KO técnico en el tercer asalto.
  - Perdió ante Jermain Taylor (Estados Unidos) por puntos.

## Carrera como profesional
El 27 de enero de 2001, Sturm hizo su debut como boxeador profesional frente al angoleño Antonio Ribeiro . Seis meses antes se clasificó para los Juegos Olímpicos de Sídney 2000, pero perdió su lucha contra Jermain Taylor.
Después de 16 combates con victoria, el 10 de mayo de 2003 Sturm ganó  el campeonato Intercontinental del peso medio de la Organización Mundial de Boxeo ante el sudafricano Tshepo Mashego. El 13 de septiembre de 2003, reemplazó al lesionado Schenk Bert en un combate por el título mundial de la Organización Mundial de Boxeo del peso medio contra el argentino Héctor Javier Velazco el cual lo ganaría. El 20 de diciembre de 2003 Sturm defendió su título ante el español Rubén Varón Fernández.
El 5 de junio de 2004 en Las Vegas, Sturm perdió ante Óscar de la Hoya en una defensa de su título del peso medio de la Organización Mundial de Boxeo. Los tres jueces anotaron la pelea 115-113 a de la Hoya, mientras que Harold Lederman marcó la pelea 115-113 para Sturm. Compubox mostró que de la Hoya encajó 234 golpes de los 541 que lanzó el alemán mientras que  Sturm encajó 188 golpes de los 792 que lanzó el estadounidense. Sturm protestó la decisión  a la Comisión Atlética de Nevada pero fue en vano.
El 11 de marzo de 2006, Sturm derrotó a Maselino Masoe por el título de la Asociación Mundial de Boxeo del peso medio por decisión unánime. Sturm perdió su título ante el ex campeón español Javier Castillejo por nocaut técnico el 15 de julio de 2006, pero ganó de nuevo el 28 de abril de 2007, en la revancha tras doce asaltos por decisión unánime en Oberhausen. Sturm se convirtió en un tricampeón del mundo después de ganar a Castillejo.
El 2 de noviembre de 2008, Sturm conservó su título de la Asociación Mundial de Boxeo del peso mediano por decisión unánime (118-110, 118-110 y 119-109) sobre Sebastian Sylvester.
El 11 de julio de 2009 se defendió su título contra Khoren Gevor en Núremberg, Alemania, en 12 asaltos.
Después de más de un año de inactividad Sturm volvió a defender su título de la Asociación Mundial de Boxeo contra Giovanni Lorenzo en "Super" campeón de la Asociación Mundial de Boxeo. Sturm derrotó a Lorenzo tras doce asaltos mediante decisión unánime (117-111, 117-111, y 118-111).
En el 25 de junio de 2011 defendió su título contra Matthew Macklin. Sturm ganó la pelea por decisión dividida.
El 9 de mayo disputaría el cetro supermediano vacante de la WBA contra el invicto ruso Fedor Chudinov, en Alemania; siendo derrotado por este último por decisión dividida. En una revancha, el 20 de febrero obtendría la victoria, consiguió así el título.

## Vida personal
Sus padres imigraron a Alemania desde la localidad bosnia de Blagaj (Mostar). Está casado con una mujer llamada Jasmina con la que tiene hijo que se llama Mahir nacido el 24 de octubre de 2009 y hija que se llama Nahla.

## Récord profesional
| 40 Ganadas (18 KOs), 6 Derrotas, 3 Empates |        |                       |      |               |                          |                                                          |                                                                                               |
| Res.                                       | Record | Oponente              | Tipo | Rd., Tiempo   | Fecha                    | Localidad                                                | Notas                                                                                         |
| G                                          | 40–6–3 | Fedor Chudinov        | MD   | 12            | 20 de febrero de 2016    | König Pilsener Arena, Oberhausen, Alemania               | Gana el título de la WBA (Super) del peso supermediano                                        |
| D                                          | 39–6–3 | Fedor Chudinov        | SD   | 12            | 9 de mayo de 2015        | Festhalle, Frankfurt, Alemania                           | Por el título de la WBA (Regular) del peso supermediano                                       |
| E                                          | 39–5–3 | Robert Stieglitz      | SD   | 12            | 8 de noviembre de 2014   | Porsche-Arena, Stuttgart, Alemania                       |                                                                                               |
| D                                          | 39–5–2 | Sam Soliman           | UD   | 12            | 31 de mayo de 2014       | König Palast, Krefeld, Alemania                          | Pierde el título mundial de la IBF del peso mediano                                           |
| G                                          | 39–4–2 | Darren Barker         | TKO  | 2 (12), 2:09  | 7 de diciembre de 2013   | Porsche-Arena, Stuttgart, Alemania                       | Gana el título mundial de la IBF del peso mediano                                             |
| G                                          | 38–4–2 | Predrag Radošević     | TKO  | 4 (12), 2:17  | 6 de julio de 2013       | Westfalenhallen, Dortmund, Alemania                      |                                                                                               |
| D                                          | 37–4–2 | Sam Soliman           | UD   | 12            | 1 de febrero de 2013     | ISS Dome, Düsseldorf, Alemania                           |                                                                                               |
| D                                          | 37–3–2 | Daniel Geale          | SD   | 12            | 1 de septiembre de 2012  | König Pilsener Arena, Oberhausen, Alemania               | Pierde el título mundial de la WBA del peso mediano; Por el título de la IBF del peso mediano |
| G                                          | 37–2–2 | Sebastian Zbik        | RTD  | 9 (12), 3:00  | 13 de abril de 2012      | Lanxess Arena, Cologne, Alemania                         | Retiene el título mundial de la WBA del peso mediano                                          |
| E                                          | 36–2–2 | Martin Murray         | SD   | 12            | 3 de diciembre de 2011   | SAP Arena, Mannheim, Alemania                            | Retiene el título mundial de la WBA del peso mediano                                          |
| G                                          | 36–2–1 | Matthew Macklin       | SD   | 12            | 25 de junio de 2011      | Lanxess Arena, Cologne, Alemania                         | Retiene el título mundial de la WBA del peso mediano                                          |
| G                                          | 35–2–1 | Ronald Hearns         | TKO  | 7 (12), 0:48  | 19 de febrero de 2011    | Porsche-Arena, Stuttgart, Alemania                       | Retiene el título mundial de la WBA del peso mediano                                          |
| G                                          | 34–2–1 | Giovanni Lorenzo      | UD   | 12            | 4 de septiembre de 2010  | Lanxess Arena, Cologne, Alemania                         | Retiene el título mundial de la WBA del peso mediano                                          |
| G                                          | 33–2–1 | Khoren Gevor          | UD   | 12            | 11 de julio de 2009      | Nürburgring, Nürburg, Alemania                           | Retiene el título mundial de la WBA del peso mediano                                          |
| G                                          | 32–2–1 | Koji Sato             | TKO  | 7 (12), 2:46  | 25 de abril de 2009      | König Palast, Krefeld, Alemania                          | Retiene el título mundial de la WBA del peso mediano                                          |
| G                                          | 31–2–1 | Sebastian Sylvester   | UD   | 12            | 1 de noviembre de 2008   | König Pilsener Arena, Oberhausen, Alemania               | Retiene el título mundial de la WBA del peso mediano                                          |
| G                                          | 30–2–1 | Randy Griffin         | UD   | 12            | 7 de julio de 2008       | Gerry Weber Stadion, Halle, Alemania                     | Retiene el título mundial de la WBA del peso mediano                                          |
| G                                          | 29–2–1 | Jamie Pittman         | TKO  | 7 (12), 0:36  | 5 de abril de 2008       | Burg-Wächter Castello, Düsseldorf, Alemania              | Retiene el título mundial de la WBA del peso mediano                                          |
| E                                          | 28–2–1 | Randy Griffin         | SD   | 12            | 20 de octubre de 2007    | Gerry Weber Stadion, Halle, Alemania                     | Retiene el título mundial de la WBA del peso mediano                                          |
| G                                          | 28–2   | Noé González Alcoba   | UD   | 12            | 30 de junio de 2007      | Porsche-Arena, Stuttgart, Alemania                       | Retiene el título mundial de la WBA del peso mediano                                          |
| G                                          | 27–2   | Javier Castillejo     | UD   | 12            | 28 de abril de 2007      | König Pilsener Arena, Oberhausen, Alemania               | Gana el título mundial de la WBA del peso mediano                                             |
| G                                          | 26–2   | Gavin Topp            | TKO  | 6 (10), 1:08  | 2 de diciembre de 2006   | Estrel Hotel, Berlín, Alemania                           |                                                                                               |
| D                                          | 25–2   | Javier Castillejo     | TKO  | 10 (12), 2:47 | 15 de julio de 2006      | Color Line Arena, Hamburgo, Alemania                     | Pierde el título mundial de la WBA del peso mediano                                           |
| G                                          | 25–1   | Maselino Masoe        | UD   | 12            | 11 de marzo de 2006      | Color Line Arena, Hamburgo, Alemania                     | Gana el título mundial de la WBA del peso mediano                                             |
| G                                          | 24–1   | Jorge Sendra          | UD   | 12            | 18 de junio de 2005      | Pula Arena, Pula, Croacia                                | Retiene el título WBO Intercontinental del peso mediano                                       |
| G                                          | 23–1   | Bert Schenk           | TKO  | 2 (12), 2:01  | 5 de marzo de 2006       | Wilhelm-Dopatka-Halle, Leverkusen, Alemania              | Retiene el título WBO Intercontinental del peso mediano                                       |
| G                                          | 22–1   | Hacine Cherifi        | KO   | 3 (8), 2:06   | 4 de diciembre de 2004   | Estrel Hotel, Berlín, Alemania                           |                                                                                               |
| G                                          | 21–1   | Robert Frazier        | UD   | 12            | 18 de septiembre de 2004 | Wilhelm-Dopatka-Halle, Leverkusen, Alemania              | Gana el título WBO Intercontinental vacante del peso mediano                                  |
| D                                          | 20–1   | Oscar De La Hoya      | UD   | 12            | 5 de junio de 2004       | MGM Grand Garden Arena, Paradise, Nevada, Estados Unidos | Pierde el título mundial de la WBO del peso mediano                                           |
| G                                          | 20–0   | Rubén Varón           | UD   | 12            | 20 de diciembre de 2003  | Ostseehalle, Kiel, Alemania                              | Retiene el título mundial de la WBO del peso mediano                                          |
| G                                          | 19–0   | Héctor Javier Velazco | SD   | 12            | 13 de septiembre de 2003 | Estrel Hotel, Berlín, Alemania                           | Gana el título mundial de la WBO del peso mediano                                             |
| G                                          | 18–0   | Roberto Mario Vecchio | TKO  | 5 (12)        | 12 de julio de 2003      | Wilhelm-Dopatka-Halle, Leverkusen, Alemania              | Gana el título WBO Intercontinental vacante del peso mediano                                  |
| G                                          | 17–0   | Tshepo Mashego        | UD   | 10            | 10 de mayo de 2003       | Hanns-Martin-Schleyer-Halle, Stuttgart, Alemania         | Retiene el título IBF Youth del peso mediano                                                  |
| G                                          | 16–0   | Javier Alberto Mamani | UD   | 10            | 8 de marzo de 2003       | Preussag Arena, Hanover, Alemania                        | Gana el título IBF Youth vacante del peso mediano                                             |
| G                                          | 15–0   | Lorant Szabo          | UD   | 8             | 23 de noviembre de 2002  | Westfalenhalle, Dortmund, Alemania                       |                                                                                               |
| G                                          | 14–0   | Anton Lascek          | TKO  | 3 (8), 2:00   | 5 de octubre de 2002     | Főnix Hall, Debrecen, Hungría                            |                                                                                               |
| G                                          | 13–0   | Terry Tock            | KO   | 1             | 14 de septiembre de 2002 | Volkswagen Halle, Braunschweig, Alemania                 |                                                                                               |
| G                                          | 12–0   | Gyorgy Bugyik         | TKO  | 2 (6)         | 20 de julio de 2002      | Westfalenhallen, Dortmund, Alemania                      |                                                                                               |
| G                                          | 11–0   | Didier Nkuku Mupeko   | PTS  | 6             | 6 de abril de 2002       | Universum Gym, Hamburgo, Alemania                        |                                                                                               |
| G                                          | 10–0   | Robert Davis          | PTS  | 6             | 15 de diciembre de 2001  | Estrel Hotel, Berlín, Alemania                           |                                                                                               |
| G                                          | 9–0    | Mario Lupp            | KO   | 1 (6)         | 24 de noviembre de 2001  | Universum Gym, Hamburgo, Alemania                        |                                                                                               |
| G                                          | 8–0    | Francesco Pernice     | TKO  | 4 (6)         | 3 de noviembre de 2001   | Hansehalle, Lübeck, Alemania                             |                                                                                               |
| G                                          | 7–0    | Anthony Ivory         | PTS  | 6             | 29 de septiembre de 2001 | Universum Gym, Hamburgo, Alemania                        |                                                                                               |
| G                                          | 6–0    | Mustapha Stini        | PTS  | 4             | 21 de julio de 2001      | Tivoli Eissporthalle, Aachen, Alemania                   |                                                                                               |
| G                                          | 5–0    | Zdenek Zubko          | KO   | 2 (6)         | 16 de junio de 2001      | Kisstadion, Budapest, Hungría                            |                                                                                               |
| G                                          | 4–0    | Ramdane Kaouane       | TKO  | 1 (4)         | 5 de mayo de 2001        | Volkswagen Halle, Braunschweig, Alemania                 |                                                                                               |
| G                                          | 3–0    | Bendele Ilunga        | PTS  | 4             | 7 de abril de 2001       | Universum Gym, Hamburgo, Alemania                        |                                                                                               |
| G                                          | 2–0    | Slavomir Dendis       | KO   | 1 (4)         | 24 de febrero de 2001    | Alsterdorfer Sporthalle, Hamburgo, Alemania              |                                                                                               |
| G                                          | 1–0    | Antonio Ribeiro       | PTS  | 4             | 27 de enero de 2001      | Rudi-Sedlmayer-Halle, Múnich, Alemania                   | Debut profesional                                                                             |